# 1937 en aéronautique
Chronologie de l'aéronautique
- 1933
- 1934
- 1935
- 1936
- 1937
- 1938
- 1939
- 1940
- 1941

Cet article présente les faits marquants de l'année 1937 en aéronautique.

## Évènements

### Janvier
- 1er janvier : la Régie Air Afrique absorbe la Régie Malgache, complétant l'unification du réseau des lignes aériennes françaises en Afrique.

- 16 janvier : premier vol du bombardier français Lioré et Olivier LeO 451.

- 19 janvier : Howard Hughes effectue la liaison Los Angeles-New York dans le temps record de 7 heures et 28 minutes, soit une moyenne horaire de 526 km/h.

- 20 janvier : un équipage français relie Paris à Hanoï en 71 heures et 15 minutes.

### Février
- 1er février : création de la Société nationale des constructions aéronautiques du Sud-Est (SNCASE) par fusion de plusieurs entreprises aéronautiques du Sud-Est de la France.

- 9 février : premier vol du bombardier en piqué embarqué britannique Blackburn B-24 Skua.

- 17 février : un équipage britannique relie Southampton (Angleterre) et Le Caire (Égypte) sans escale en 13 heures et 35 minutes sur un hydravion Short Caledonia avec 500 kg de fret.

- 23 février : un équipage français relie Paris et le Tonkin en 50 heures.

### Mars
- Premier vol du Heinkel HC-112 équipé d'un moteur fusée.

- 5 mars : création de la compagnie aérienne Allegheny Airlines qui deviendra All American Airways en 1949 puis US Airways.

- 10 mars : début du raid Paris-Saïgon-Paris bouclé par un équipage français en 4 jours et 22 heures sur un Percival Vega Gull.

- 22 mars : disparition au-dessus de la mer du Nord de la duchesse de Bedford (71 ans), qui était seule à bord d'un De Havilland DH.60 Moth.

### Avril
- 6 - 9 avril : un Mitsubishi Ki-15 nommé Kamikaze et piloté par Maasaki Iinuma établit un nouveau record entre le Japon et l'Angleterre homologué par la FAI en parcourant les 15 356 km en 51 h 17 min.

- 10 avril : création de la compagnie aérienne Trans-Canada Air Lines qui deviendra Air Canada.

- 12 avril : Frank Whittle fait pour la première fois tourner une turbine à gaz.

- 19 avril au 25 mai : pour la première fois, une lettre boucle un tour du monde en empruntant des services réguliers.

- 21 avril : la Pan American prolonge sa ligne San Francisco - Manille (Philippines) jusqu'à Saïgon.

- 25 avril au 5 mai : liaison Londres - Le Cap par un équipage britannique en 10 jours, 9 heures et 30 minutes. Le voyage retour est bouclé en seulement 4 jours et 20 minutes.

- 26 avril : premier bombardement massif de populations civiles, le bombardement de Guernica est le fait d'avions allemands et italiens engagés dans la guerre d'Espagne aux côtés du général Franco.

- 28 avril : première liaison commerciale régulière transpacifique pour la Pan American qui relie San Francisco et Hong Kong.

- 30 avril : le pilote républicain espagnol Miguel Zambudio, à bord d'un obsolète Gourdou-Leseurre LGL-32, déclare avoir attaqué et coule le cuirassé nationaliste espagnol España[1]. Certains douteront que sa bombe ait pu suffire et mettront le naufrage sur le compte d'une mine ou d'une torpille britannique[2]. Il a en fait heurté une mine nationaliste, l'attaque de l'aviation républicaine à lieu pendant l'évacuation de l'équipage[3]

### Mai
- 2 mai :
  - un équipage français effectue le parcours Paris - Alger - Paris sans escale en 9 heures et 20 minutes sur un Caudron C.640 Typhon;
  - premier vol de l'avion de ligne britannique Handley Page H.P.45 Heracles.

- 4 mai : premier vol à Villacoublay du chasseur MB.150-01, qui avait refusé de prendre l'air le 17 juillet 1936.

- 6 mai : le dirigeable allemand Hindenburg prend feu à son arrivée à Lakehurst (New Jersey), tuant 21 membres d'équipage (sur 61), 1 membre du personnel au sol et 13 passagers (sur 36). Cet accident marque la fin du transport de passagers par des dirigeables.

- 7 mai : premier vol d'un avion équipé d'une cabine pressurisée, le Lockheed XC-35, développé pour des recherches sur le vol à haute altitude.

- 9 mai : un équipage américain relie New York et Londres en 20 heures et 29 minutes sur un Lockheed L-12 Electra.

- 14 mai : un équipage japonais relie Londres et Karâchi en 53 heures et 5 minutes sur un Mitsubishi Ki-15 nommé Kamikaze.

- 21 mai : premier atterrissage au Pôle Nord par Vodapianov à bord de son quadrimoteur Tupolev ANT-6, équipé de skis. Il est à 20 km du Pôle Nord.

### Juin
- 2 juin : premier vol du Potez 650.

- 15 juin : le prototype du biplan de chasse Blériot-SPAD S.710, dont les essais ont débuté en avril 1937, s'écrase, tuant son pilote, Louis Massotte.

- 16 juin : inauguration par Imperial Airways et Pan American de la liaison commerciale régulière entre les Bermudes et New York.

- 18 juin : premier vol du de Havilland DH.93 Don.

- 26 juin : le Français Jean Peraud boucle le trajet Paris - Tunis - Paris en 11 heures et 28 minutes de vol (aller : 5h13 ; retour : 6h15).

### Juillet
- 1er juillet : la Varney Air Transport prend le nom de Continental Airlines.
- 2 juillet : Amelia Earhart disparaît dans le Pacifique, alors qu'il ne lui restait que cet océan à franchir pour boucler le tour du monde qu'elle avait entrepris aux commandes d'un Lockheed Electra.
- 4 juillet : rallye national à l'occasion de l'exposition universelle de Paris 1937. 220 concurrents atterrissent à Orly.

- 15 juillet : début du tour du monde de Hans Bertram, qui décide de boucler le tour de la planète en n'utilisant que des services commerciaux réguliers. Le voyage dure 20 jours, 21 heures et 30 minutes.

- 26 juillet : 200e traversée de l'Atlantique Sud pour la compagnie Air France.

- 27 juillet :
  - premiers bombardements aériens japonais sur des villes chinoises;
  - premier vol de l'avion de transport allemand Focke-Wulf Fw 200.

### Août
- 11 août : premier vol du chasseur britannique Boulton Paul Defiant.

- 20 août : départ de la course Istres-Damas - Istres mettant aux prises 8 équipages italiens, 4 équipages français et 1 équipage britannique.

- 23 août : premier atterrissage entièrement automatique réussit par le capitaine Carl Crane qui a mis au point le système, et le capitaine Holloman. Les inventeurs du procédé reçoivent le Trophée Mackay.

### Octobre
- 15 octobre :
  - premier vol du bombardier expérimental américain Boeing XB-15;
  - premier vol de l'avion britannique Bristol 148.

- 16 octobre : premier vol de l'hydravion britannique Short S.25 Sunderland.

### Novembre
- 12 novembre : inauguration de l’aéroport international du Bourget, dans la banlieue nord de Paris.

### Décembre
- premier vol de l'hydravion à coque soviétique Tchetverikov MDR-6.

- 24 décembre : premier vol du chasseur italien Macchi M.C.200.

- 31 décembre : bilan des traversées transatlantiques commerciales en 1937 : Air France 104 traversées avec 7 appareils, Lufthansa 121, Pan American 2, Imperial Airways 6.

### Autres premiers vols
- Bellanca 28-90